# Huron County, Ontario
Huron County är ett county i Kanada.   Det ligger i provinsen Ontario, i den sydöstra delen av landet, 500 km väster om huvudstaden Ottawa.
Trakten runt Huron County består till största delen av jordbruksmark. Runt Huron County är det glesbefolkat, med 8 invånare per kvadratkilometer.